# Quitilipi (departamento)
Quitilipi é um departamento da Argentina, localizado na província do Chaco.